# Maria Barbara di Braganza
Maria Barbara di Braganza (Maria Madalena Bárbara Xavier Leonor Teresa Antónia Josefa; Lisbona, 4 dicembre 1711 – Aranjuez, 27 agosto 1758) è stata una principessa portoghese, primogenita di Giovanni V del Portogallo e di sua moglie Maria Anna, arciduchessa d'Austria e regina di Spagna.

## Biografia
I suoi genitori si sposarono nel 1708, ma per i tre anni successivi non ebbero figli; quindi il re fece un voto a Dio, secondo cui se avesse avuto un erede avrebbe edificato un grande convento. Il 4 dicembre 1711 nacque un'infanta e per questo venne costruito il convento di Mafra. Rimase erede presuntiva al trono per due anni, quando sua madre partorì un maschio, Pietro. Questi morì all'età di due anni, ma intanto era nato un altro maschio, Giuseppe. Benché Barbara non sia mai più stata considerata erede presuntiva, passò gran parte della sua vita come seconda in linea di successione dinastica.
La principessa venne battezzata come Maria Madalena Bárbara Xavier Leonor Teresa Antónia Josefa, nomi che onoravano vari santi e parenti, ma venne sempre chiamata Barbara o Maria Barbara, nome mai impiegato prima nella famiglia reale portoghese, ma dato in onore della santa titolare del giorno in cui era nata.
Ricevette un'ottima educazione, e crebbe in una donna colta che parlava fluentemente francese, tedesco e italiano e che avrebbe imparato lo spagnolo quando andò a vivere in Spagna in occasione del suo matrimonio. Amava la musica, materia in cui ebbe come maestro Domenico Scarlatti, famoso clavicembalista e compositore, dai nove o dieci anni d'età fino ai 14. Nel 1729, all'età di diciotto anni, sposò il futuro Ferdinando VI di Spagna, di due anni più giovane; suo fratello Giuseppe invece sposò la sorellastra di Ferdinando, l'Infanta Marianna Vittoria di Borbone-Spagna. Scarlatti la seguì a Madrid e rimase con lei, componendo centinaia di sonate per clavicembalo per lei.
Anche se Barbara non era bellissima - pare che al primo incontro il fidanzato fosse rimasto turbato a vederla -, il principe Ferdinando si innamorò profondamente di lei: condividevano la passione per la musica e il loro matrimonio fu felice, con Ferdinando che cercò spesso consigli da lei: la sua morte gli spezzò il cuore, e dopo aver tentato più volte di togliersi la vita, aver trascurato la sua igiene personale ed essersi affamato, si ricongiunse a lei nella morte un anno dopo, depresso, malnutrito e malato. Non ebbero figli: Barbara rimase incinta solo una volta, nel 1733, ma il bambino, un figlio, nacque morto. Nei suoi anni come regina, mise su molto peso.
Barbara, che soffrì di una grave forma d'asma per la maggior parte della sua vita, morì ad Aranjuez, in Spagna, nel 1758, anche a causa del suo peso eccessivo.

## Media
Maria Barbara è la protagonista del romanzo di Alberto Riva, Il maestro e l'infanta, pubblicato da Neri Pozza Editore nel 2021. Focus del romanzo è il rapporto umano creatosi tra una giovane Maria Barbara e il suo maestro di musica, Domenico Scarlatti.

## Ascendenza
|                                    |                          |                                     | Genitori                                                 |  |  | Nonni |  |  | Bisnonni                   |  |  | Trisnonni               |  |
|                                    |                          |                                     |                                                          |  |  |       |  |  | Giovanni IV del Portogallo |  |  | Teodosio II di Braganza |  |
|                                    |                          |                                     |                                                          |  |  |       |  |  | Giovanni IV del Portogallo |  |  | Teodosio II di Braganza |  |
|                                    |                          | Ana de Velasco y Girón              |                                                          |  |  |       |  |  | Giovanni IV del Portogallo |  |  |                         |  |
| Pietro II del Portogallo           |                          |                                     |                                                          |  |  |       |  |  | Giovanni IV del Portogallo |  |  |                         |  |
|                                    |                          | Luisa di Guzmán                     | Juan Manuel Pérez de Guzmán, VIII duca di Medina Sidonia |  |  |       |  |  |                            |  |  |                         |  |
|                                    |                          | Luisa di Guzmán                     | Juan Manuel Pérez de Guzmán, VIII duca di Medina Sidonia |  |  |       |  |  |                            |  |  |                         |  |
|                                    |                          | Luisa di Guzmán                     | Juana Gomez de Sandoval y la Cerda                       |  |  |       |  |  |                            |  |  |                         |  |
| Giovanni V del Portogallo          |                          | Luisa di Guzmán                     |                                                          |  |  |       |  |  |                            |  |  |                         |  |
|                                    |                          | Filippo Guglielmo del Palatinato    | Volfango Guglielmo del Palatinato-Neuburg                |  |  |       |  |  |                            |  |  |                         |  |
|                                    |                          | Filippo Guglielmo del Palatinato    | Volfango Guglielmo del Palatinato-Neuburg                |  |  |       |  |  |                            |  |  |                         |  |
|                                    |                          | Filippo Guglielmo del Palatinato    | Maddalena di Baviera                                     |  |  |       |  |  |                            |  |  |                         |  |
| Maria Sofia del Palatinato-Neuburg |                          | Filippo Guglielmo del Palatinato    |                                                          |  |  |       |  |  |                            |  |  |                         |  |
|                                    |                          | Elisabetta Amalia d'Assia-Darmstadt | Giorgio II d'Assia-Darmstadt                             |  |  |       |  |  |                            |  |  |                         |  |
|                                    |                          | Elisabetta Amalia d'Assia-Darmstadt | Giorgio II d'Assia-Darmstadt                             |  |  |       |  |  |                            |  |  |                         |  |
|                                    |                          | Elisabetta Amalia d'Assia-Darmstadt | Sofia Eleonora di Sassonia                               |  |  |       |  |  |                            |  |  |                         |  |
| Infanta Barbara del Portogallo     |                          | Elisabetta Amalia d'Assia-Darmstadt |                                                          |  |  |       |  |  |                            |  |  |                         |  |
|                                    | Ferdinando III d'Asburgo | Ferdinando II d'Asburgo             |                                                          |  |  |       |  |  |                            |  |  |                         |  |
|                                    | Ferdinando III d'Asburgo | Ferdinando II d'Asburgo             |                                                          |  |  |       |  |  |                            |  |  |                         |  |
|                                    | Ferdinando III d'Asburgo | Maria Anna di Baviera               |                                                          |  |  |       |  |  |                            |  |  |                         |  |
| Leopoldo I d'Asburgo               | Ferdinando III d'Asburgo |                                     |                                                          |  |  |       |  |  |                            |  |  |                         |  |
|                                    |                          | Maria Anna d'Asburgo                | Filippo III di Spagna                                    |  |  |       |  |  |                            |  |  |                         |  |
|                                    |                          | Maria Anna d'Asburgo                | Filippo III di Spagna                                    |  |  |       |  |  |                            |  |  |                         |  |
|                                    |                          | Maria Anna d'Asburgo                | Margherita d'Austria-Stiria                              |  |  |       |  |  |                            |  |  |                         |  |
| Maria Anna d'Asburgo               |                          | Maria Anna d'Asburgo                |                                                          |  |  |       |  |  |                            |  |  |                         |  |
|                                    |                          | Filippo Guglielmo del Palatinato    | Volfango Guglielmo del Palatinato-Neuburg                |  |  |       |  |  |                            |  |  |                         |  |
|                                    |                          | Filippo Guglielmo del Palatinato    | Volfango Guglielmo del Palatinato-Neuburg                |  |  |       |  |  |                            |  |  |                         |  |
|                                    |                          | Filippo Guglielmo del Palatinato    | Maddalena di Baviera                                     |  |  |       |  |  |                            |  |  |                         |  |
| Eleonora del Palatinato-Neuburg    |                          | Filippo Guglielmo del Palatinato    |                                                          |  |  |       |  |  |                            |  |  |                         |  |
|                                    |                          | Elisabetta Amalia d'Assia-Darmstadt | Giorgio II d'Assia-Darmstadt                             |  |  |       |  |  |                            |  |  |                         |  |
|                                    |                          | Elisabetta Amalia d'Assia-Darmstadt | Giorgio II d'Assia-Darmstadt                             |  |  |       |  |  |                            |  |  |                         |  |
|                                    |                          | Elisabetta Amalia d'Assia-Darmstadt | Sofia Eleonora di Sassonia                               |  |  |       |  |  |                            |  |  |                         |  |
|                                    |                          | Elisabetta Amalia d'Assia-Darmstadt |                                                          |  |  |       |  |  |                            |  |  |                         |  |